# Fin.K.L First Live Concert 1999
《Fin.K.L First Live Concert 1999》는 1999년 10월 12일에 발매된 대한민국 여자 그룹 핑클의 콘서트 라이브 앨범이다. 총 17곡의 트랙으로 구성되어 있고, 전체 러닝타임은 35분 27초 (CD 1), 37분 47초 (CD 2)다.

## 설명
- 핑클의 첫 콘서트를 라이브 음반으로 제작하였다. 여자 아이돌 그룹 사상 처음이다.
- 콘서트는 1999년 8월 4일 서울 펜싱경기장에서 열렸다.
- CD는 2CD, 테이프 구매자는 2TAPE로 구성되어 있다.
- CD에는 〈내 남자 친구에게〉가 마지막 트랙으로 수록되어 있다.
- 테이프에는 〈내 남자 친구에게〉가 TAPE1 마지막 트랙으로 수록 되었고, 〈사랑과 향기〉는 미수록되었다.
- 멤버 개인 무대는 성유리의 〈마법의 성〉만 수록되었다.

## 수록곡
1부 (테이프 구매자들에게는 TAPE1)
1. Opening + 영원한사랑
2. Waiting For You
3. Oh! Boy
4. 마법의 성
5. 나의 기도
6. 루비
7. Shadow
8. 가
9. 내 남자 친구에게 (CD는 마지막 트랙에 수록)

2부 (테이프 구매자들에게는 TAPE2)
1. Opening + Blue Rain
2. 사랑의 향기 (테이프 미수록)
3. Still in Love
4. 유리
5. 서랍 속의 동화
6. Kiss Me? Alright!
7. 자존심
8. The Beginning

## 스태프
- 매니저 : 길종화, 심병철, 이승준
- 스타일리스트 : 런던프라이드 (정보윤, 안은자, 정은실, 김지현)
- 안무 : 나나스쿨